# Chronogaster magnifica
Chronogaster magnifica är en rundmaskart. Chronogaster magnifica ingår i släktet Chronogaster och familjen Leptolaimidae. Inga underarter finns listade i Catalogue of Life.